# Sha'ban
Shaʿbān (in arabo شعبان‎?) è l'ottavo mese del calendario islamico. Essendo l'anno islamico basato su una scansione temporale di tipo lunare, esso ha 29 giorni e s'inserisce fra i mesi di Rajab e quello di ramaḍān, entrambi di 30 giorni.

## Fatti storici collegati alla storia dello Sciismo
Gli sciiti celebrano in questo mese varie date di nascita di sciiti illustri:
- 1 Shaʿbān, nascita di Zaynab bint Ali, figlia dell'Imām ʿAlī b. Abī Ṭālib.
- 3 Shaʿbān, nascita di al-Husayn b. ʿAlī b. Abī Ṭālib, terzo Imām sciita.
- 4 Shaʿbān, nascita di al-ʿAbbās b. ʿAlī b. Abī Ṭālib, figlio di ʿAlī b. Abī Ṭālib.
- 5 Shaʿbān, nascita di ʿAlī b. al-Husayn (detto Zayn al-ʿĀbidīn), quarto Imām sciita.
- 7 Shaʿbān, nascita di Qāsim, figlio del secondo Imām sciita al-Hasan b. ˁAlī b. Abī Ṭālib.
- 11 Shaʿbān, nascita di Ali al-Akbar ibn Husayn, figlio del terzo Imām sciita al-Husayn b. ʿAlī b. Abī Ṭālib. 
  - Il dodicesimo Imām sciita Muhammad al-Mahdī sarebbe inoltre entrato nel grande occultamento in un giorno non precisabile di questo stesso mese.

La notte del 15 Shaʿbān è infine una notte che si trascorre in preghiera ed è, in ambito sciita e sunnita iraniano, conosciuta come Shab-e Barat e in ambito arabo sunnita e sciita come Laylat al-barat («notte della salvezza»).